# 1674 у літературі
Стаття є списком літературних подій та публікацій у 1674 році.

## Книги
- «Мистецтво поетичне» — віршований трактат Нікола Буало.

## П'єси
- «Іфігенія» — трагедія Жана Расіна.

## Поезія
- «Втрачений рай» (друге видання) — епічна поема Джона Мілтона.

## Народились
- 15 січня — Проспер Кребійон, французький поет і драматург (помер у 1762).

## Померли
- 7 березня — Шарль Сорель, французький письменник (народився в 1602).
- 4 червня — Марен Леруа де Гомбервіль, французький письменник, представник преціозної літератури (народився в 1600).
- 13 серпня — Лассе Лусідор (Ларс Юханссон), шведський поет (народився в 1638).
- 8 листопада — Джон Мілтон, англійський поет (народився в 1608).